# Кінга Шемик
Кінга Шемик (пол. Kinga Szemik; нар. 25 червня 1997, с. Петшиковиці, Польща) — польська футболістка, воротар клубу французької Ліги 2 «Нант» та національної збірної Польщі.

## Клубна кар'єра
Випускниця академії «Мітеч» (Живець). За дорослу команду клубу дебютувала 17 квітня 2014 року в переможному (3:1) проти ККП (Бидгощ). Покинула клуб після завершення Екстраліги сезону 2015/16 років, щоб продовжити навчання в Сполучених Штатах Америки. Вона навчалася в Техаському університеті Ріо-Гранде-Веллі, де грала за «ЮТРГВ Вакерос» з 2016 по 2019 рік. За чотири сезони зіграла 61 матч.
15 травня 2020 року підписала свій перший професійний контракт з клубом жіночої Ліги 2 «Нант».

## Кар'єра в збірній
У футболці дівочої збірної Польщі (WU-17) Жіночий чемпіонат Європи (U-17) 2013 року. Потім виступала за жіночу молодіжну збірну країни. У футболці національної збірної Польщі дебютувала 4 жовтня 2018 року в переможному (3:0) поєдинку проти Естонії.

## Статистика виступів

### У збірній
Станом на 7 квітня 2022
| Національна збірна | Рік     | Матчі | Голи |
| ------------------ | ------- | ----- | ---- |
| Польща             |         |       |      |
| 2018               | 1       | 0     |      |
| 2019               | 1       | 0     |      |
| 2020               | 0       | 0     |      |
| 2021               | 0       | 0     |      |
| 2022               | 1       | 0     |      |
| Загалом            | Загалом | 3     | 0    |

## Досягнення
- Жіночий чемпіонат Європи з футболу (U-17)
  -  Чемпіон (1): 2013